# Neozatrephes schausi
Neozatrephes schausi là một loài bướm đêm thuộc phân họ Arctiinae, họ Erebidae.